# Giacomo Matteotti
Giacomo Matteotti, född 22 maj 1885 i Fratta Polesine, Rovigo, Italien, död 10 juni 1924 i Rom (mördad, påträffad den 6 augusti), var en italiensk socialistisk politiker och ledare för socialistpartiet PSU 1924.

## Biografi
Matteotti föddes i en överklassfamilj i norra Italien, i Fratta Polesine, i provinsen Rovigo i Veneto. Han tog examen i juridik vid universitetet i Bologna.
Giacomo var ateist och aktivist i den socialistiska rörelsen. Han motsatte sig även Italiens inträde i första världskriget. Han valdes in i deputeradekammaren år 1919 för Italiens socialistiska parti, som i valet blev landets största parti med 156 mandat. År 1922 grundade han tillsammans med Filippo Turiotti reformistiska Förenade Socialistiska Partiet (Partido Socialista Unitario) och utsågs till partiledare 1924. Han förlorade valet mot Benito Mussolinis Lista Nazionale, delvis på grund av politiskt våld och socialisternas splittring, som i parlamentet sträckte sig över fyra partier. Han var emot både fascisterna och Mussolini. Efter  ett tal där han fördömde fascistregeringen kidnappades Matteotti, i en Lancia Lambda, troligen av fascistiska rebeller. Han hittades två månader senare mördad i en skog. Han blev huggen flera gånger i ryggen 
med en fil när han försökte fly. Mordet utlöste en våldsam kritik mot Mussolinis regering, vilket antas ha varit betydelsefullt inför dennes beslut att upplösa oppositionen och införa diktatur 1925. Efter Mussolinis fall dömdes år 1947 tre personer för mordet. 